# Dizel Penza
Dizel Penza ryska: Дизель Пенза är en ishockeyklubb från Penza, Penza oblast i Ryssland. Hockeyn introducerades i staden 1948 under namnet Spartak, (ryska: Спартак, Spartacus). Till 1955 hade man nått Sovjetiska andraligan under namnet Burevestnik (ryska: буревестник, stormfågel). Efter att ha representerat diselfabriken i Penza fick man 1963 namnet Dizelist (ryska: Дизелист) sedan 2002 har det förkortats Diezel.
Laget har huvudsakligen spelat i sovjetiska och ryska andraligan. Säsongerna 1996/1997 och 1997/1998 spelade man i Ryska superligan, men det är de enda säsongerna man spelat i högsta serien. Klubben har spelat i Vyssjaja chokkejnaja liga sedan starten 2010. Det främsta resultatet i VHL är en femteplats i seriespelet 2011/2012 samt att man nådde semifinal i slutspelet 2011 och 2012.